# Lapidogorgia cimenia
Lapidogorgia cimenia är en korallart som beskrevs av Manfred Grasshoff 1999. Lapidogorgia cimenia ingår i släktet Lapidogorgia och familjen Plexauridae. Inga underarter finns listade i Catalogue of Life.